# Alexei Igorewitsch Wassiljew

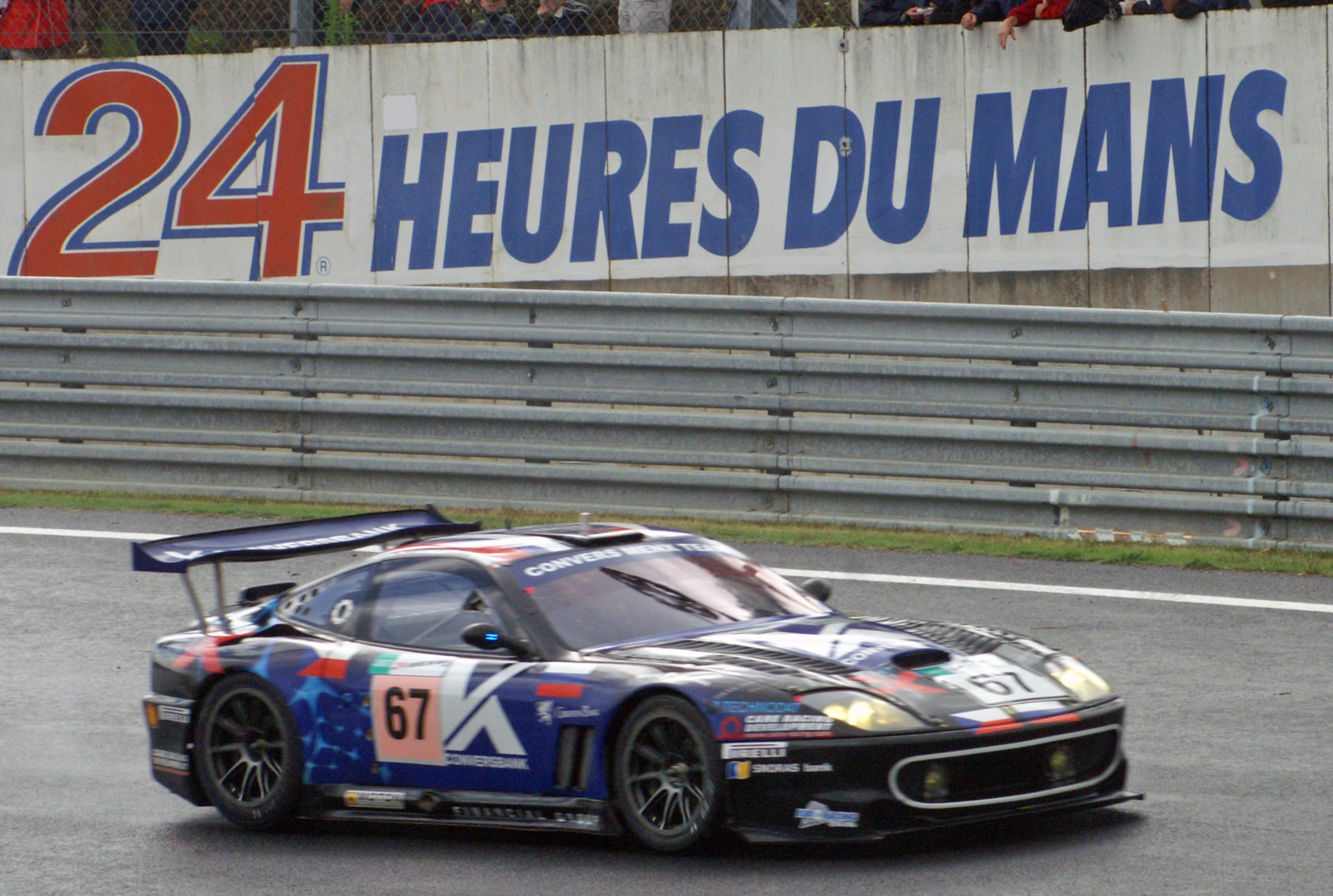
Der Ferrari 550 GTS Maranello von Tomáš Kostka, Robert Pergl und Alexei Igorewitsch Wassiljew beim 24-Stunden-Rennen von Le Mans 2007

Alexei Igorewitsch Wassiljew (russisch Алексей Игоревич Васильев; * 13. Januar 1972 in Moskau) ist ein ehemaliger russischer Automobilrennfahrer.

## Karriere
Wassiljew begann seine  Rennkarriere in den 1990er-Jahren in Russland. 1996 und 1997 gewann er Gesamtwertung der russischen Tourenwagenmeisterschaft auf dem Rennmodell des Lada Samara. International trat er erstmals 2003 in Erscheinung, als er auf einem Porsche 911 GT3 RS die gesamte Saison der FIA-GT-Meisterschaft in der GT2-Klasse bestritt. 2004 gab er sein Debüt beim 24-Stunden-Rennen von Le Mans. Das Team, Wassiljew fuhr mit seinem Landsmann Nikolai Fomenko und dem Briten Robert Nearn in einer Mannschaft, schied vorzeitig durch Unfall aus. Bis 2008 war der Russe fünfmal beim Langstreckenrennen an der Sarthe am Start. Seine beste Platzierung war der 14. Gesamtrang 2007.
In der A1GP-Saison 2005/2006 bestritt er zwei Rennen für das A1 Team Russland und war 2008 auch in der Le Mans Series aktiv. 2008 fuhr Wassiljew in der Ferrari-Challenge.

## Statistik

### Le-Mans-Ergebnisse
| Jahr | Team                   | Fahrzeug                   | Teamkollege     | Teamkollege        | Platzierung | Ausfallgrund |
| ---- | ---------------------- | -------------------------- | --------------- | ------------------ | ----------- | ------------ |
| 2004 | Freisinger Motorsport  | Porsche 911 GT3 RSR        | Nikolai Fomenko | Robert Nearn       | Ausfall     | Unfall       |
| 2005 | Russian Age Racing     | Ferrari 550 GTS Maranello  | Nikolai Fomenko | Christophe Bouchut | Rang 17     |              |
| 2006 | Convers MenX Team      | Ferrari 550 GTS Maranello  | Peter Kox       | Robert Pergl       | Ausfall     | Defekt       |
| 2007 | Convers MenX Racing    | Ferrari 550 GTS Maranello  | Tomáš Kostka    | Robert Pergl       | Rang 14     |              |
| 2008 | Snoras Spyker Squadron | Spyker C8 Laviolette GT2-R | Peter Dumbreck  | Ralf Kelleners     | Ausfall     | Motorschaden |